# Comuna Aluniș, Mureș
Aluniș (în maghiară: Magyaró, în germană: Haseldorf) este o comună în județul Mureș, Transilvania, România, formată din satele Aluniș (reședința), Fițcău și Lunca Mureșului.

## Demografie
Componența etnică a comunei Aluniș
     Maghiari (63,47%)
     Români (18,38%)
     Romi (16,51%)
     Alte etnii (1,64%)
Componența confesională a comunei Aluniș
     Reformați (59,12%)
     Ortodocși (32,47%)
     Adventiști (2,84%)
     Baptiști (1,64%)
     Romano-catolici (1,01%)
     Alte religii (0,75%)
     Necunoscută (2,16%)
Conform recensământului efectuat în 2021, populația comunei Aluniș se ridică la 3.058 de locuitori, în scădere față de recensământul anterior din 2011, când fuseseră înregistrați 3.236 de locuitori. Majoritatea locuitorilor sunt maghiari (63,47%), cu minorități de români (18,38%) și romi (16,51%). Din punct de vedere confesional, majoritatea locuitorilor sunt reformați (59,12%), cu minorități de ortodocși (32,47%), adventiști (2,84%), baptiști (1,64%) și romano-catolici (1,01%), iar pentru 2,16% nu se cunoaște apartenența confesională.

## Politică și administrație
Comuna Aluniș este administrată de un primar și un consiliu local compus din 11 consilieri. Primarul, József-Lóránt Kristóf[*], de la Uniunea Democrată Maghiară din România, este în funcție din 2012. Începând cu alegerile locale din 2024, consiliul local are următoarea componență pe partide politice:
|  | Partid                                 | Consilieri | Componența Consiliului | Componența Consiliului | Componența Consiliului | Componența Consiliului | Componența Consiliului | Componența Consiliului | Componența Consiliului | Componența Consiliului |
|  | -------------------------------------- | ---------- | ---------------------- | ---------------------- | ---------------------- | ---------------------- | ---------------------- | ---------------------- | ---------------------- | ---------------------- |
|  | Uniunea Democrată Maghiară din România | 8          |                        |                        |                        |                        |                        |                        |                        |                        |
|  | Partidul Social Democrat               | 1          |                        |                        |                        |                        |                        |                        |                        |                        |
|  | Partida Romilor „Pro Europa”           | 1          |                        |                        |                        |                        |                        |                        |                        |                        |
|  | Bezsnei Andor-Attila                   | 1          |                        |                        |                        |                        |                        |                        |                        |                        |

## Personalități
- Iosif Banc (1921 - 2007),  demnitar comunist
- Sanda Ladoși - cântăreață

## Imagini

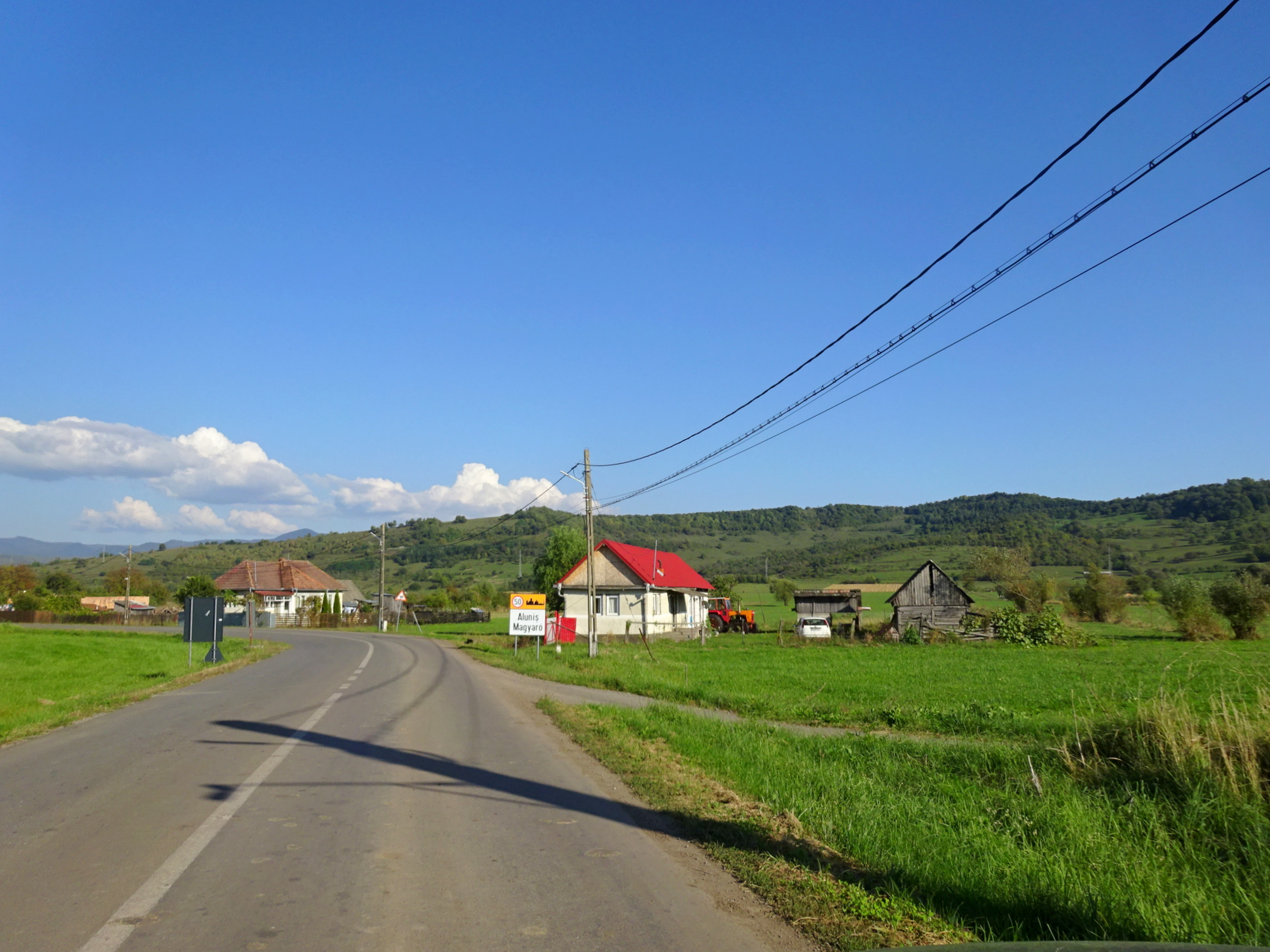
Aluniș
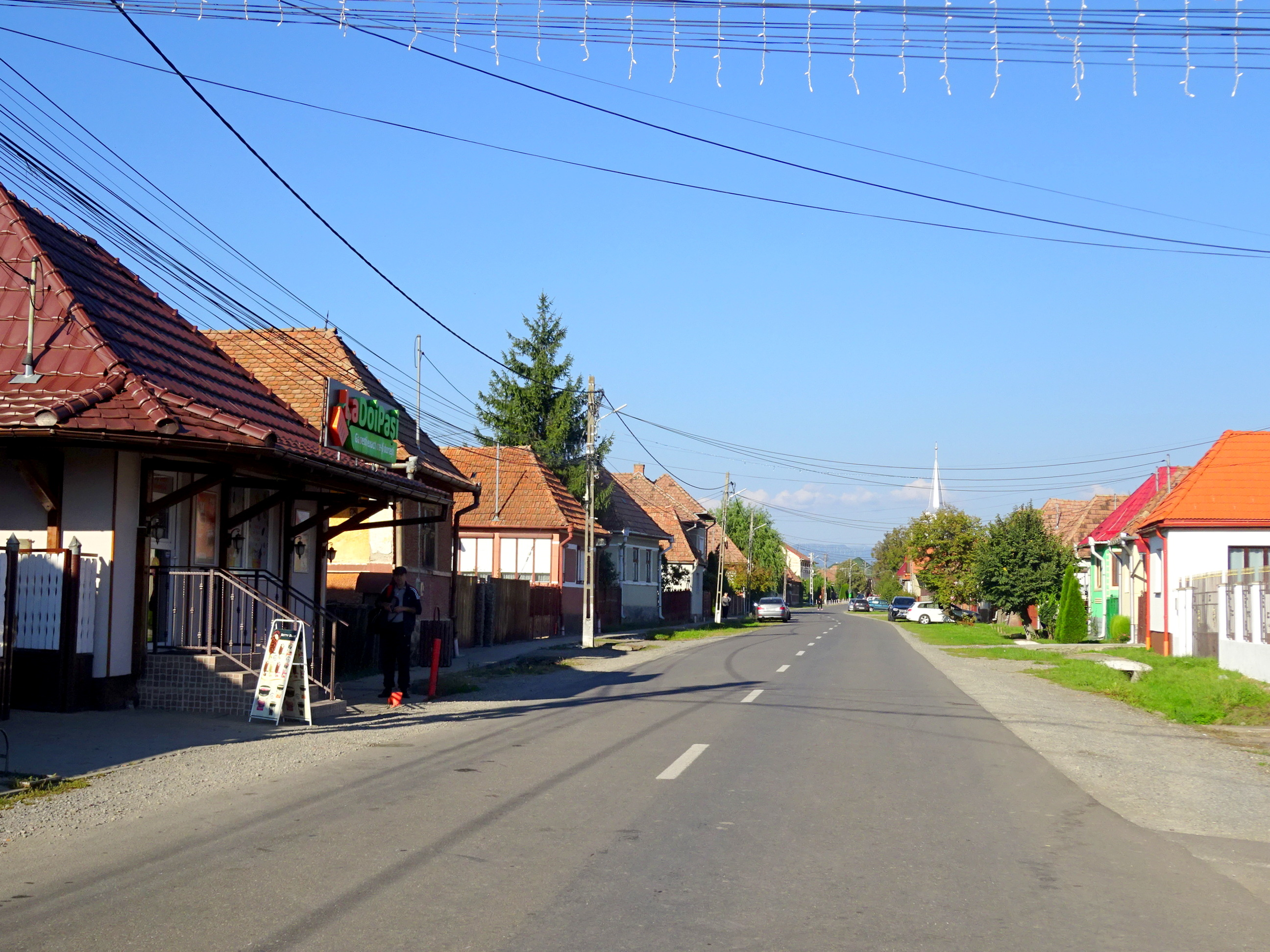
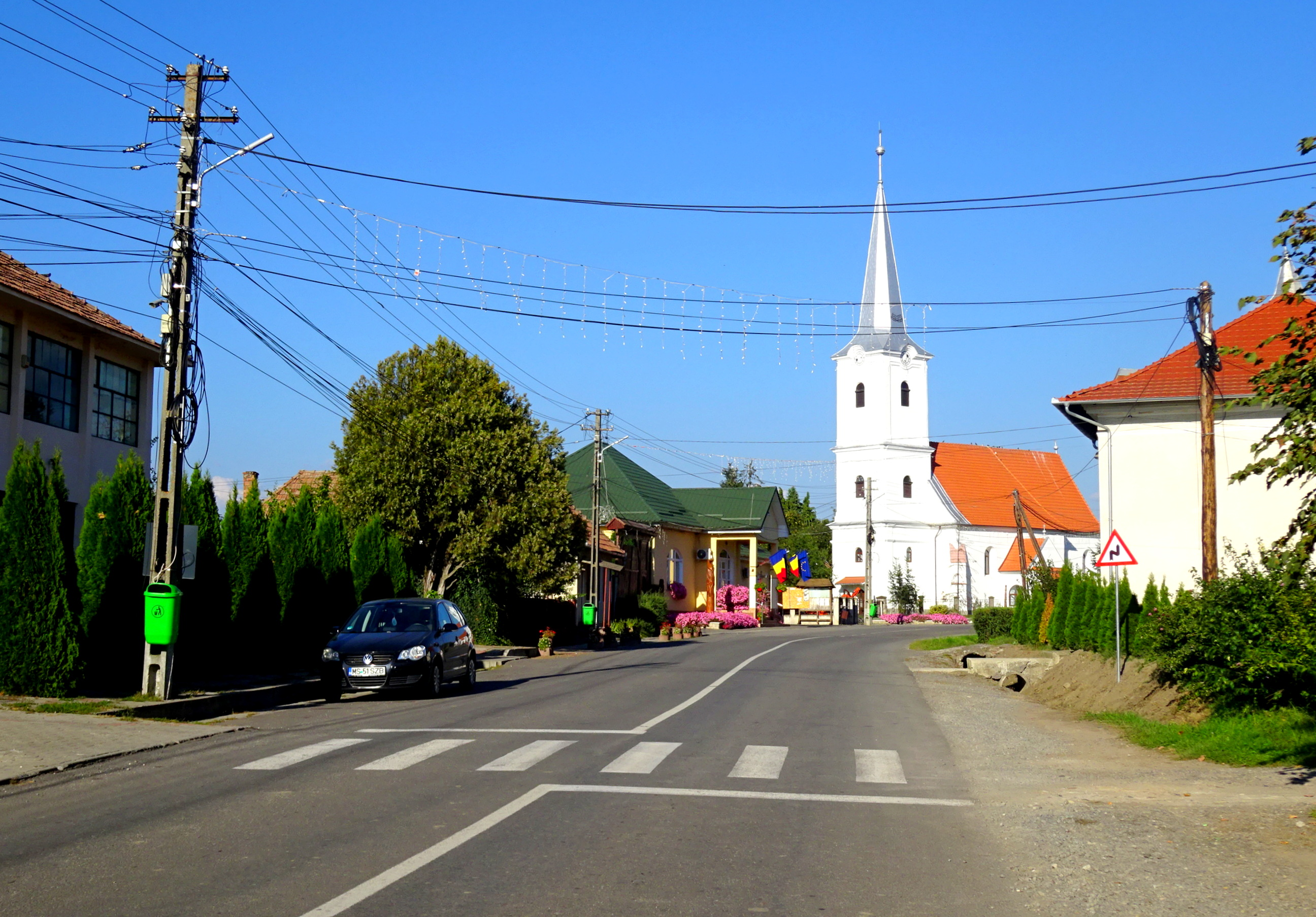
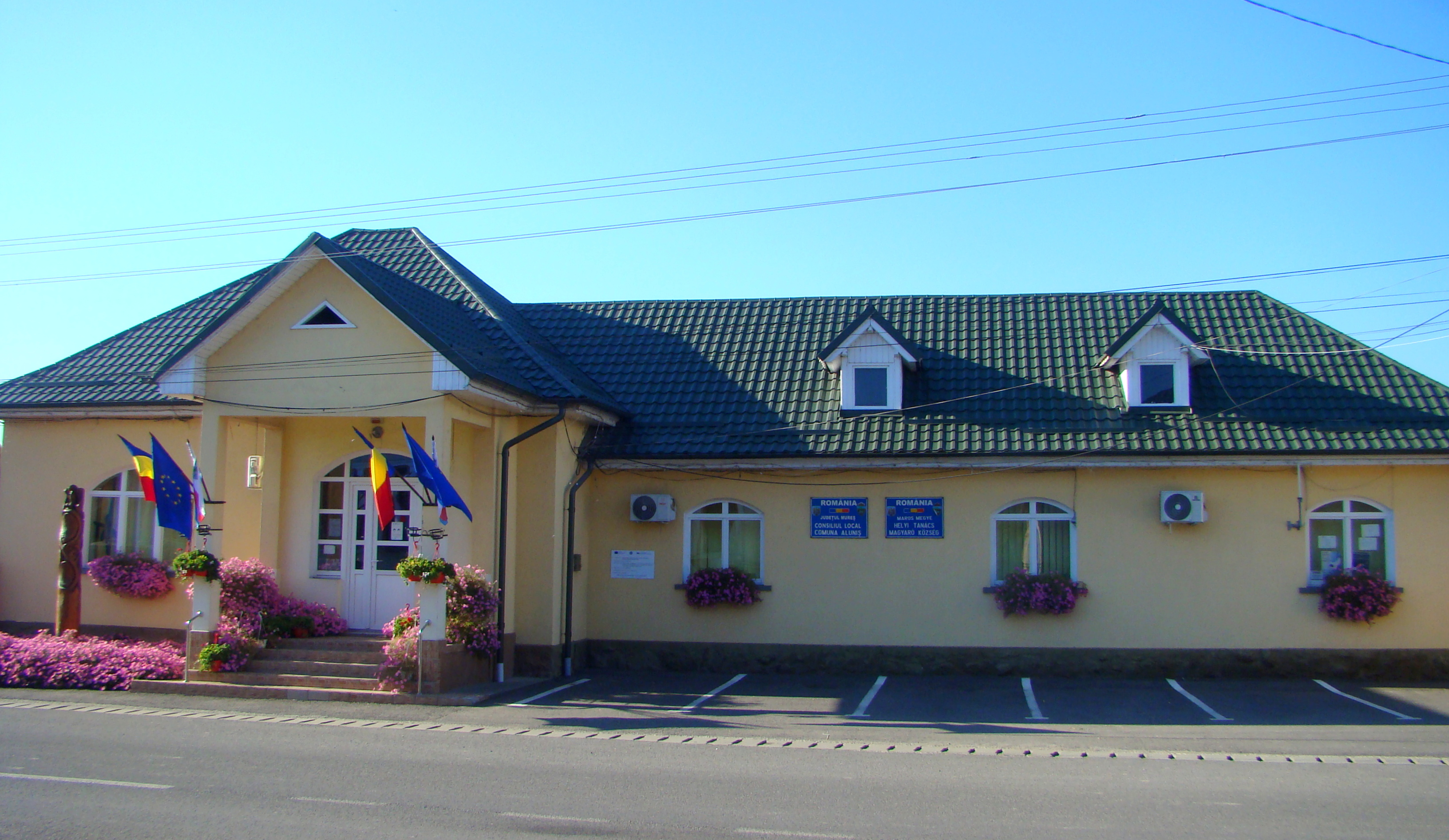
Primăria
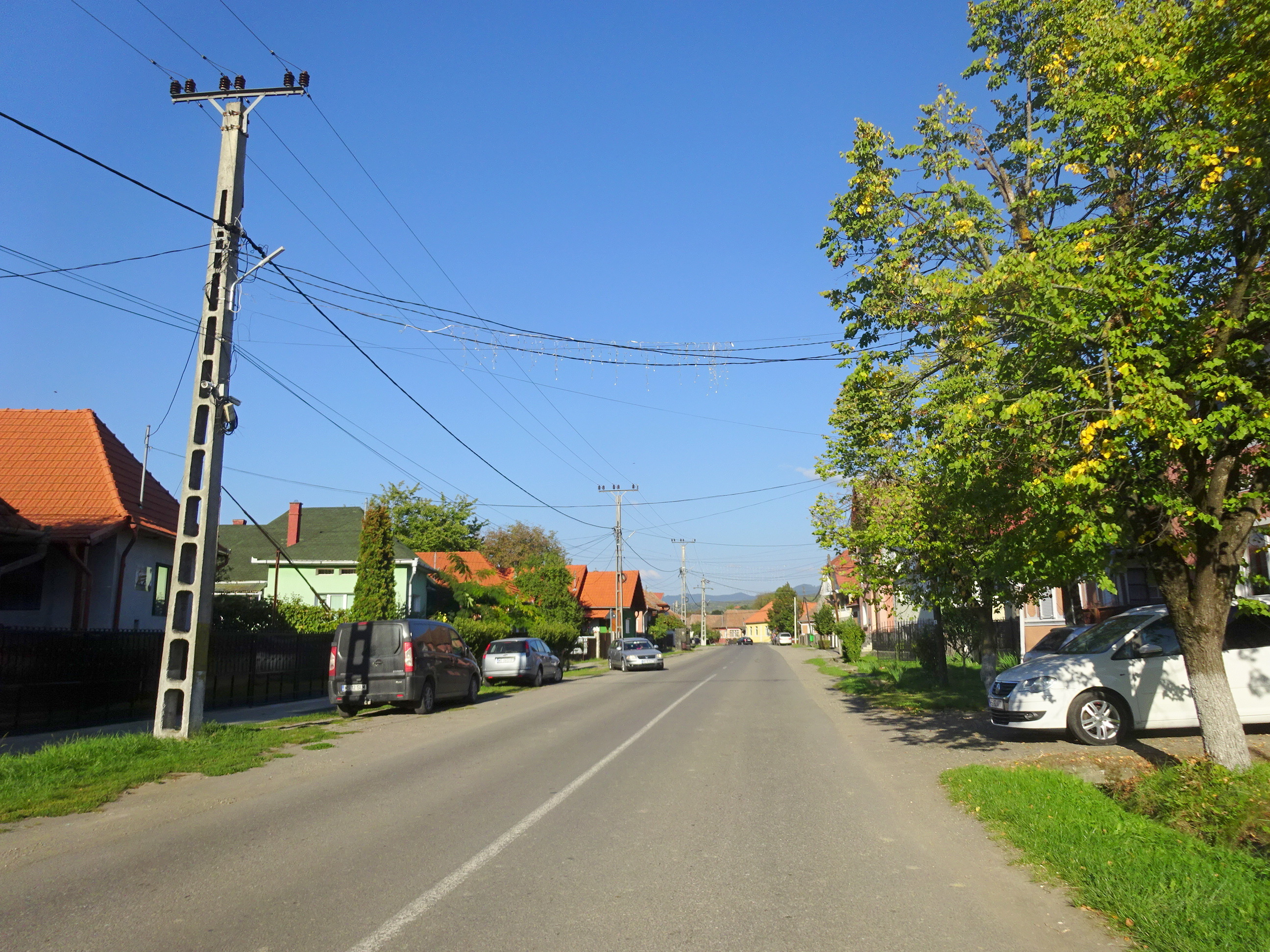
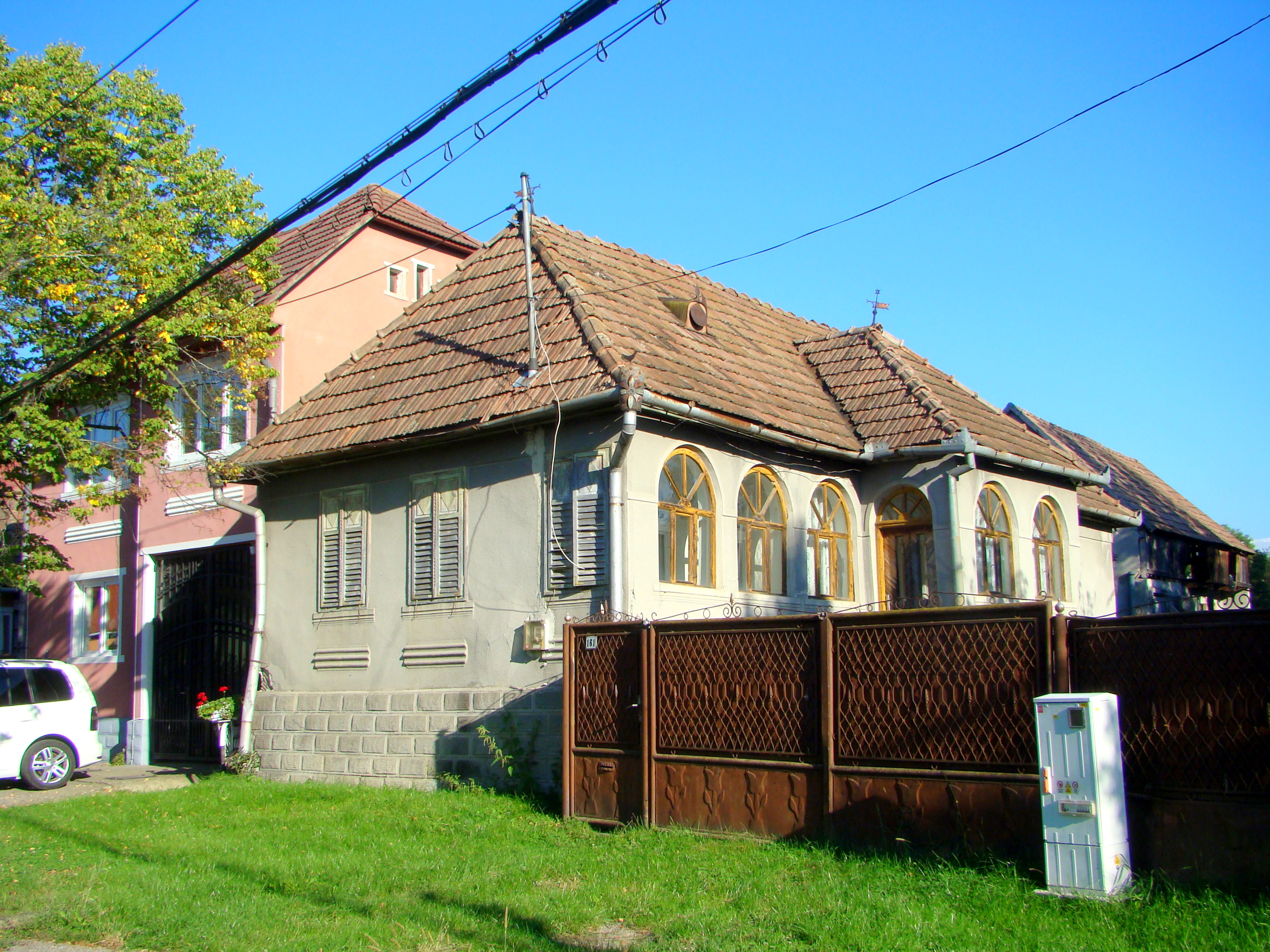
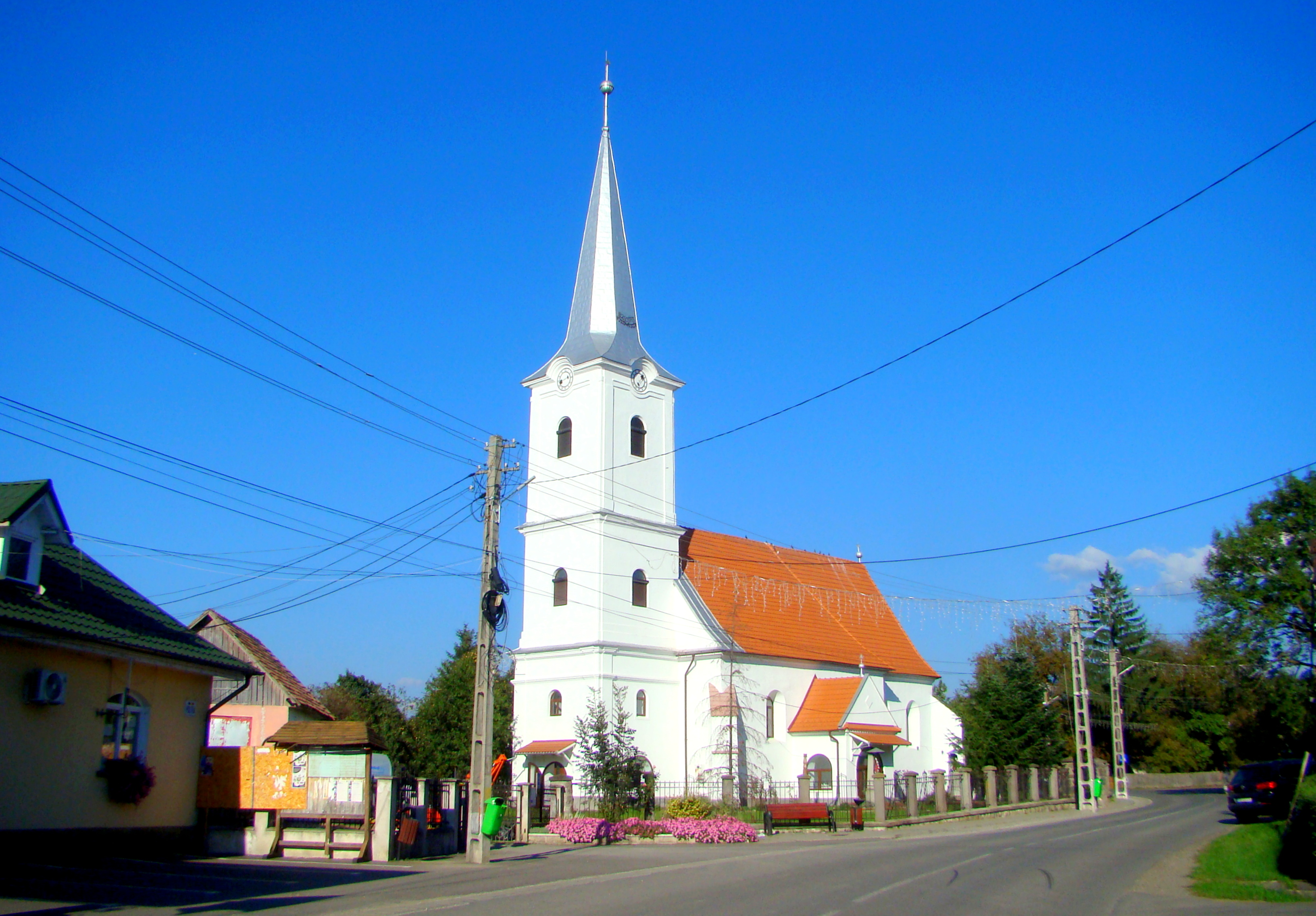
Biserica reformată din Aluniș (secolul XIV)
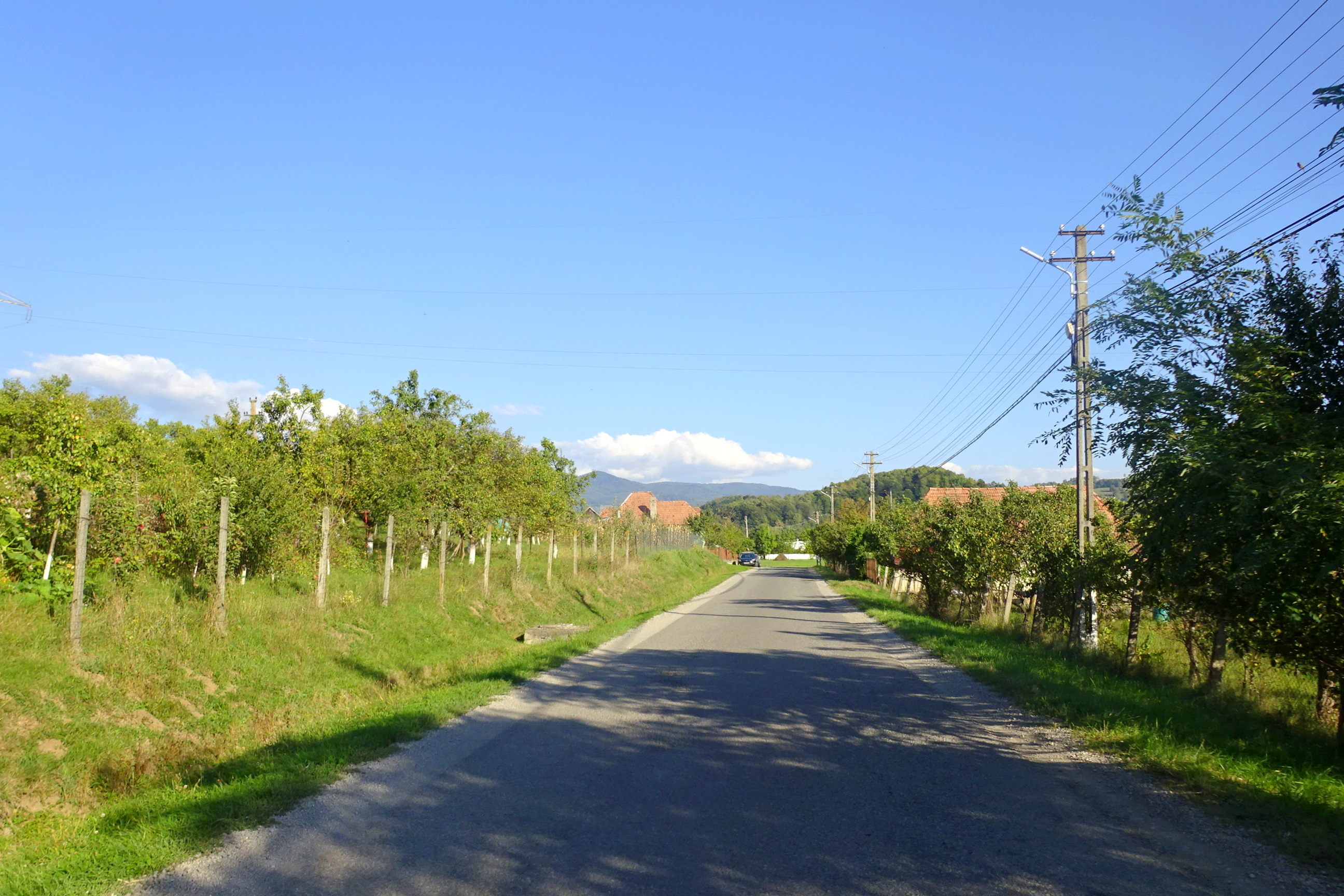
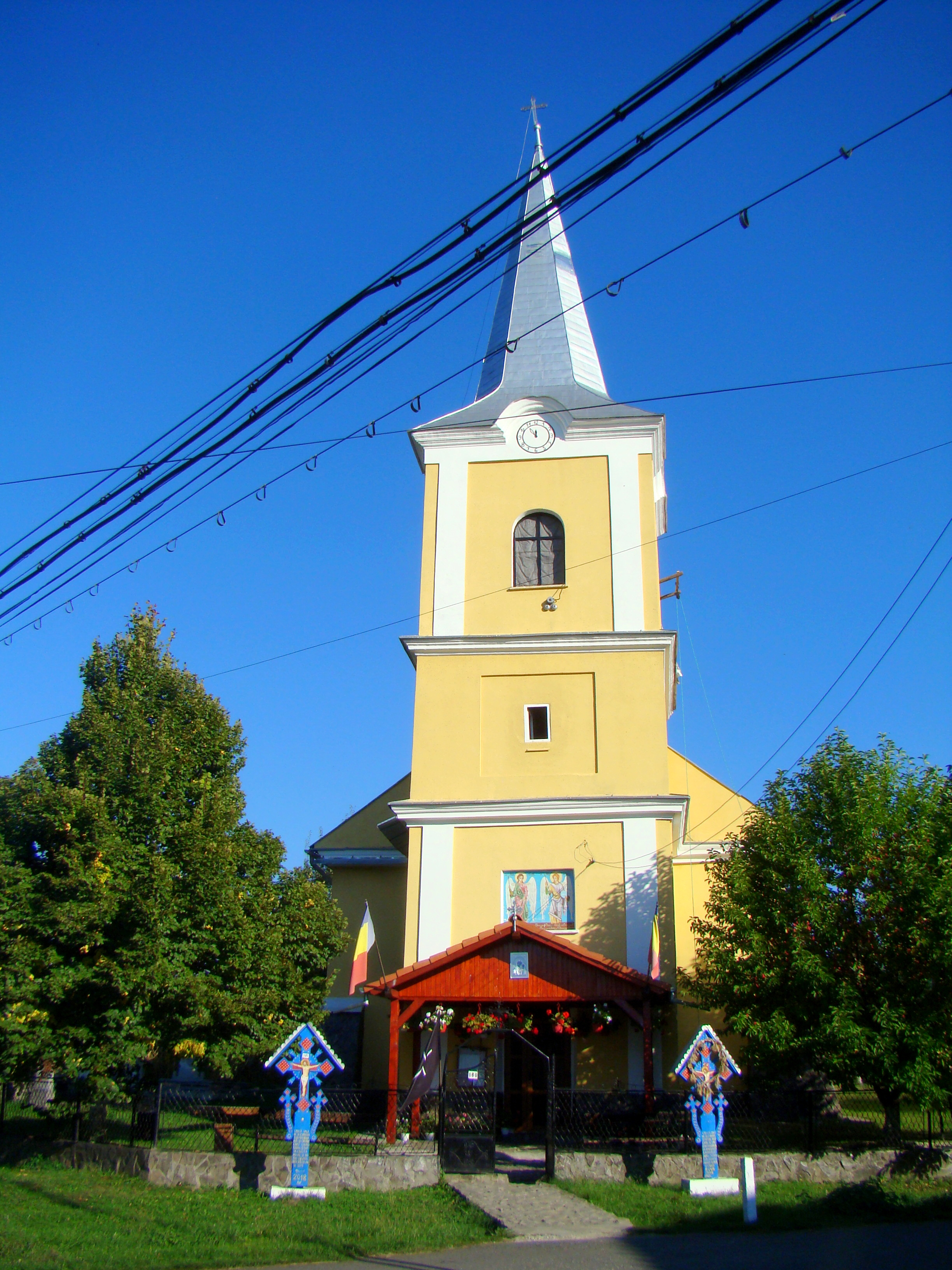
Biserica ortodoxă cu hramul Sfinții Arhangheli
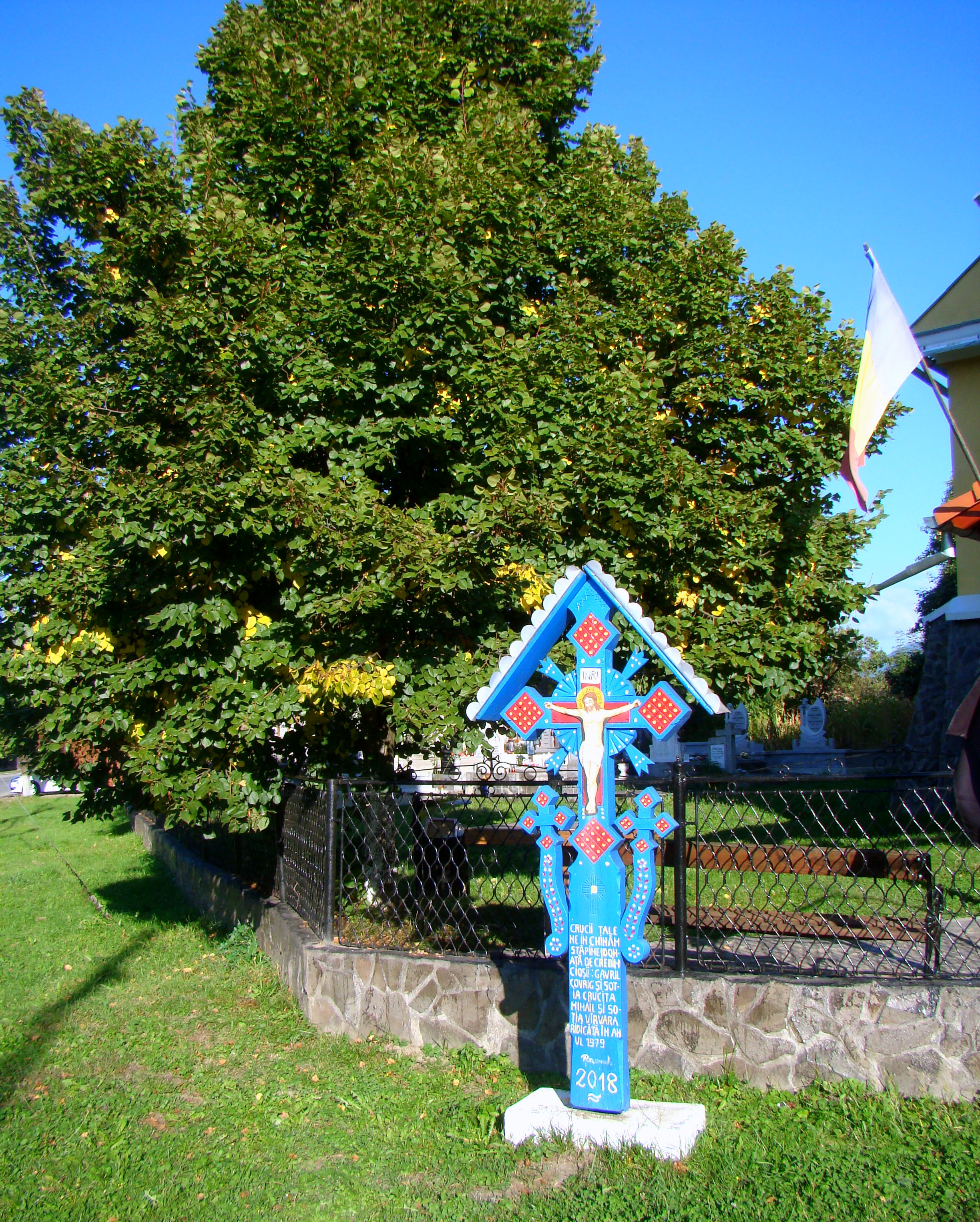
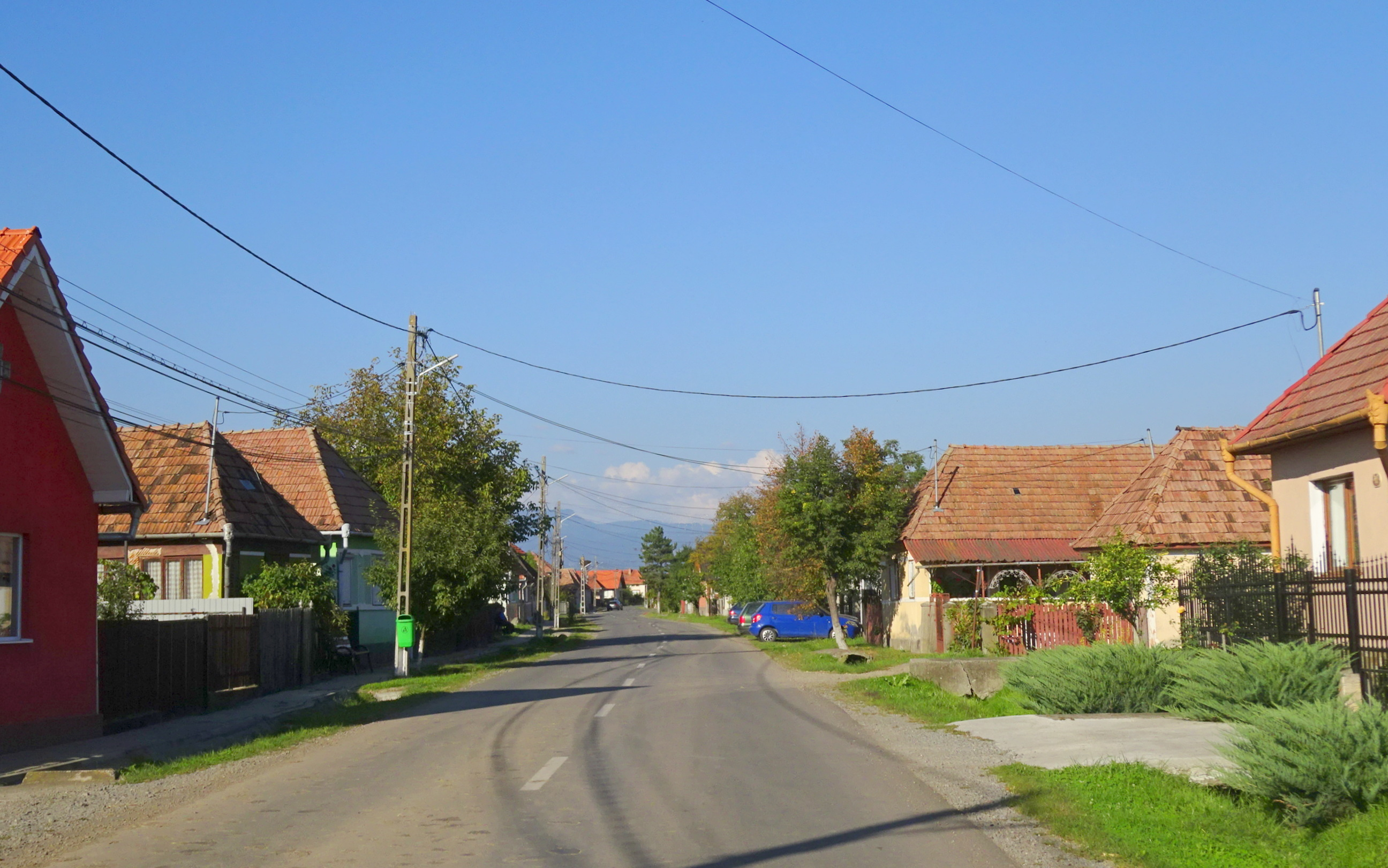
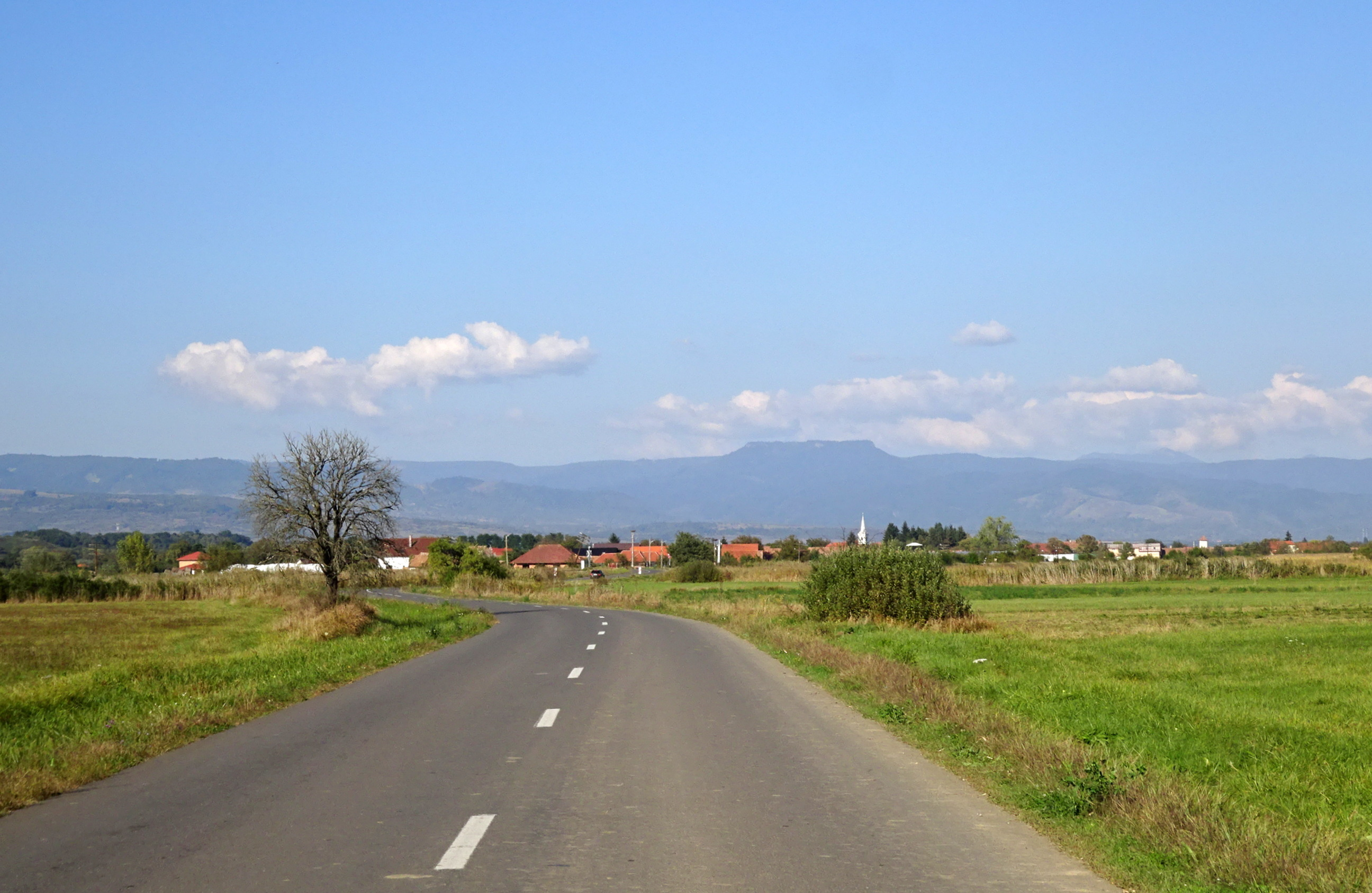
Lunca Mureșului
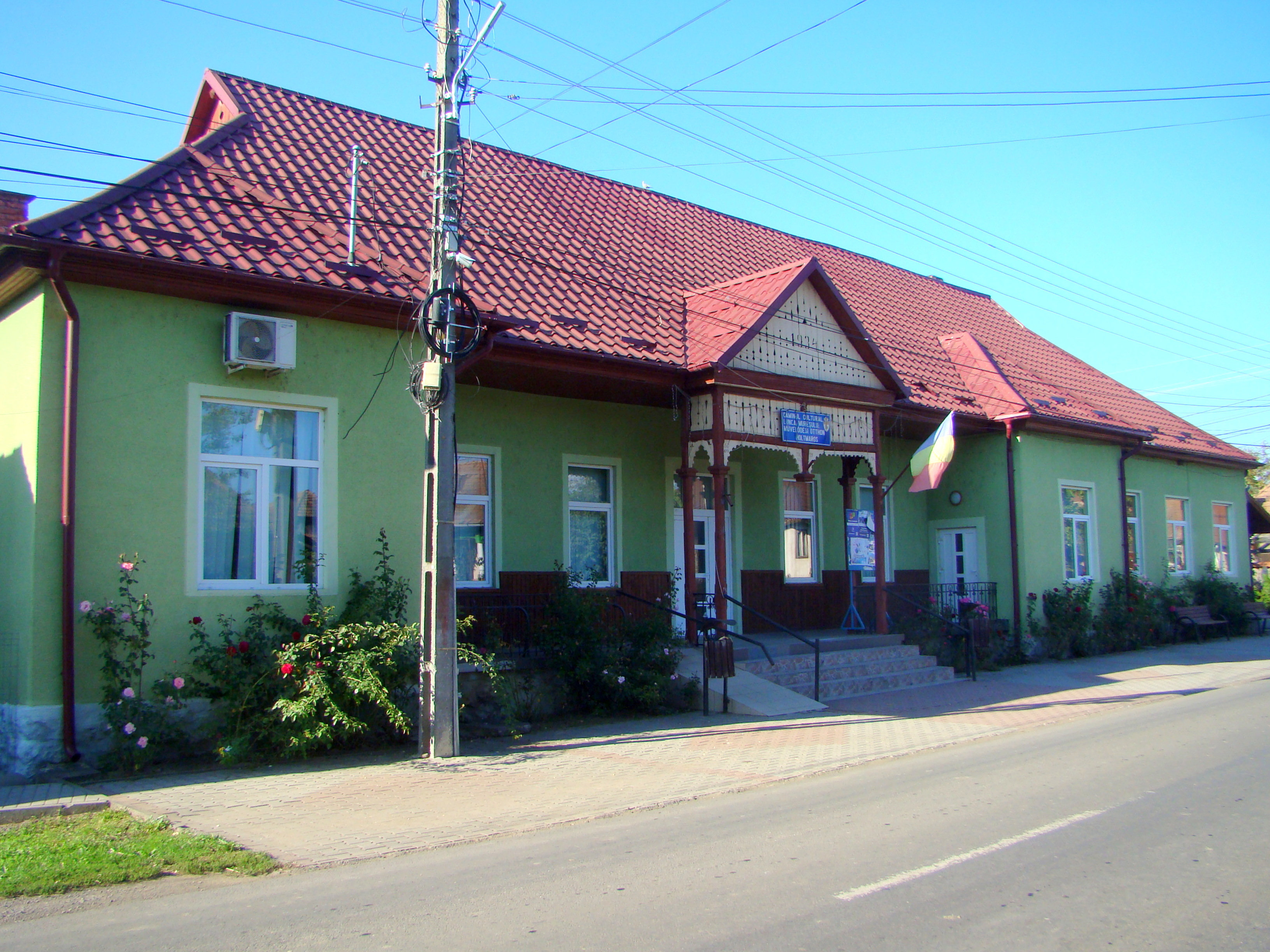
Căminul cultural
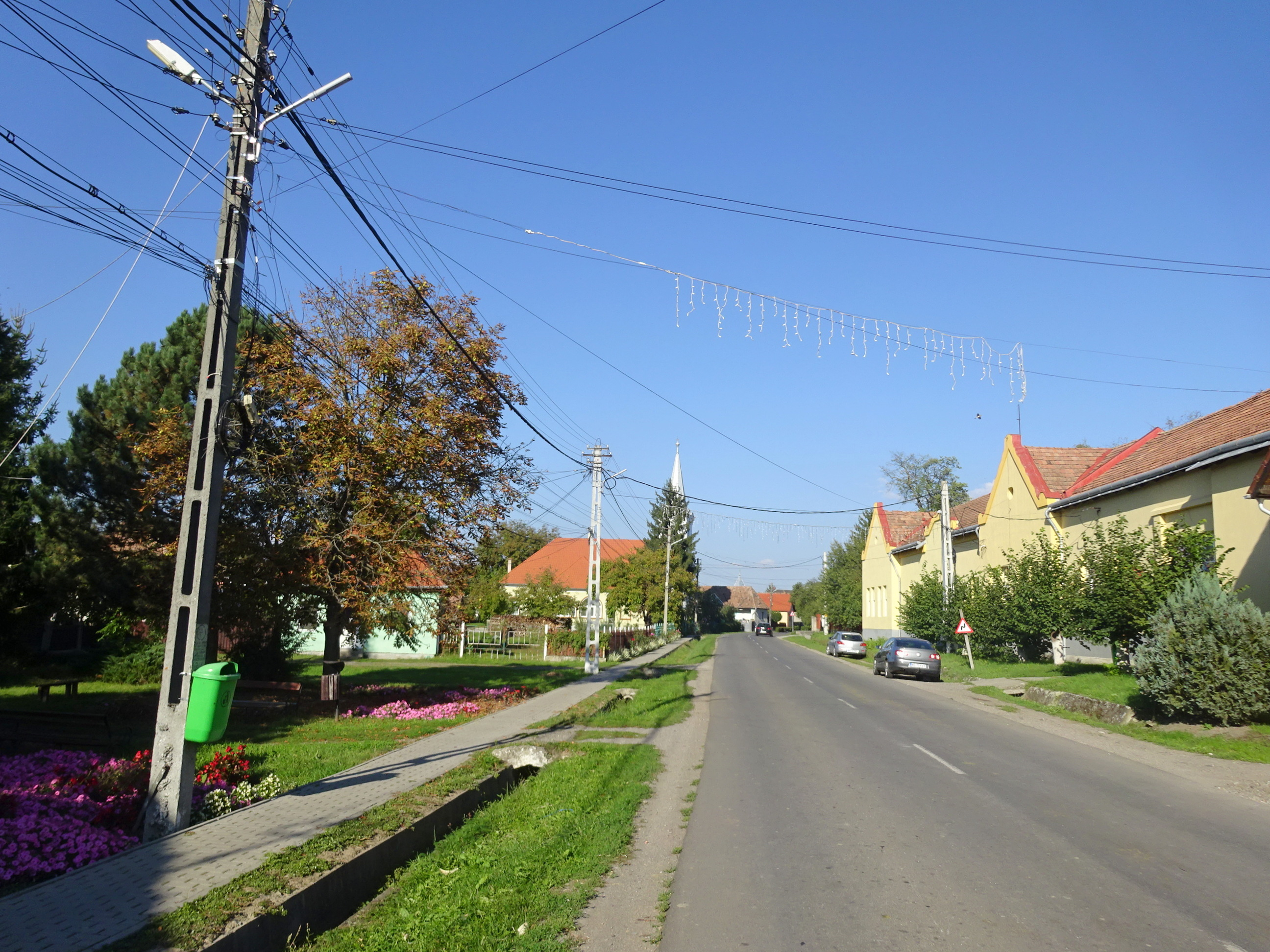
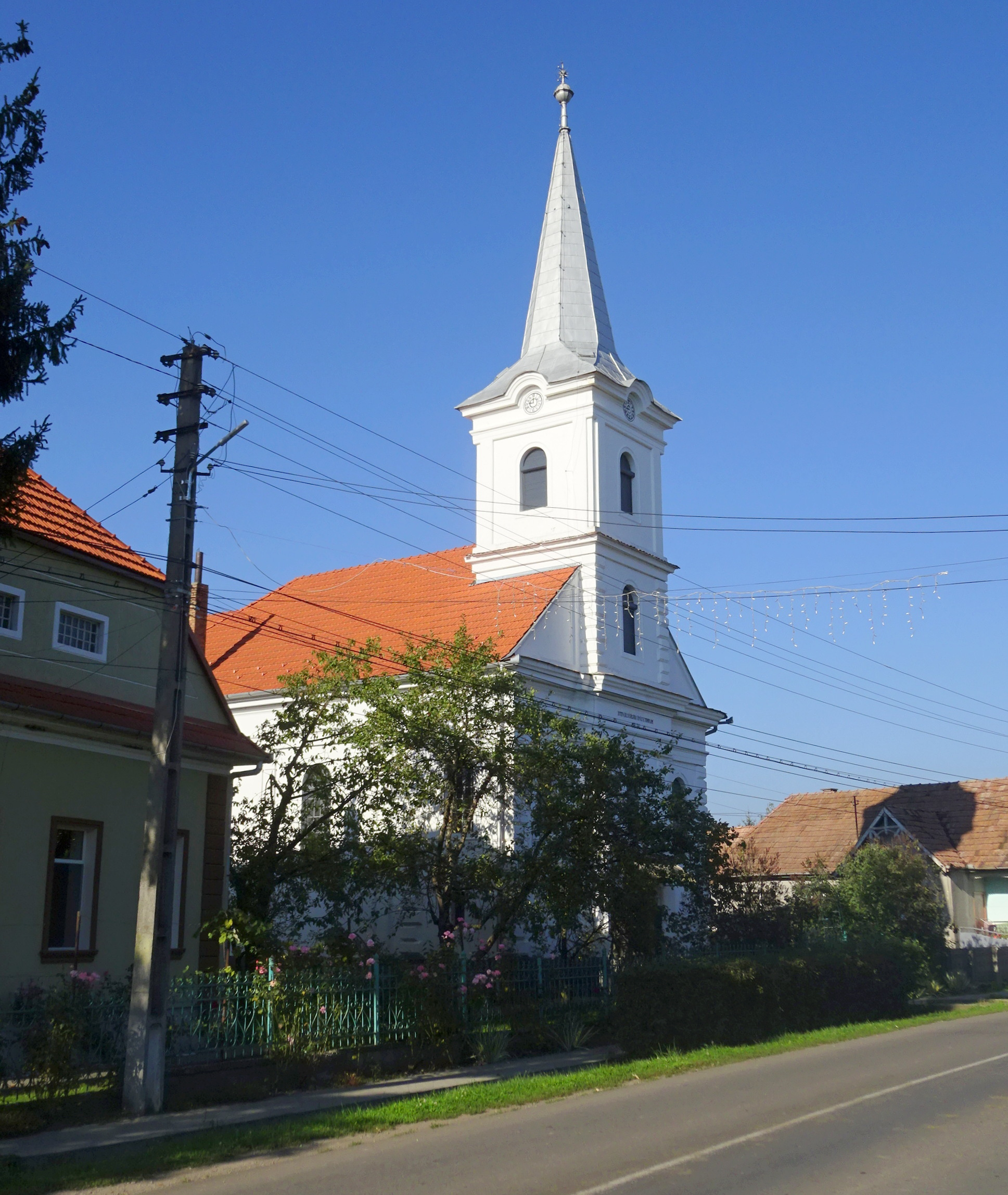
Biserica reformată (1876)
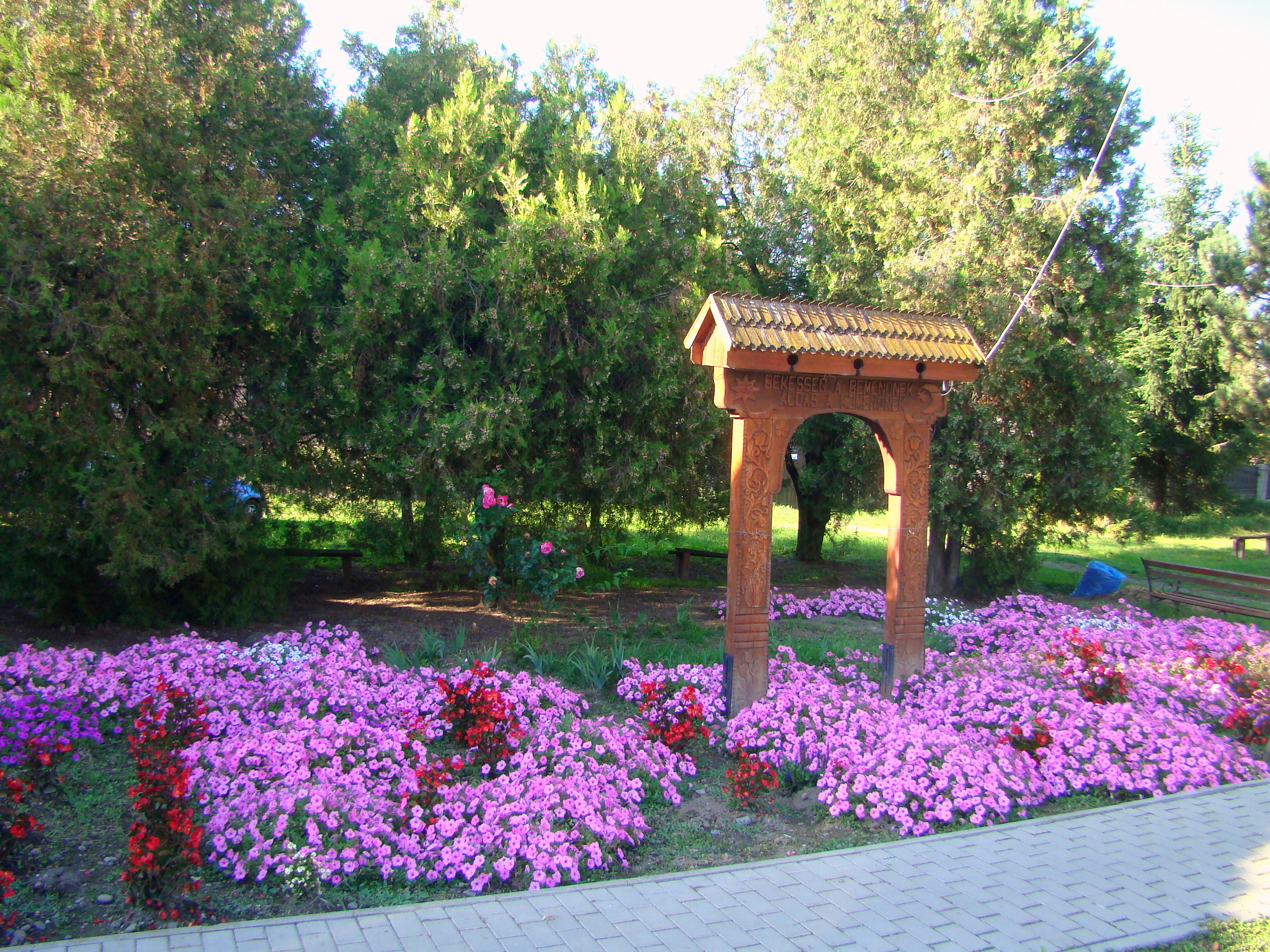
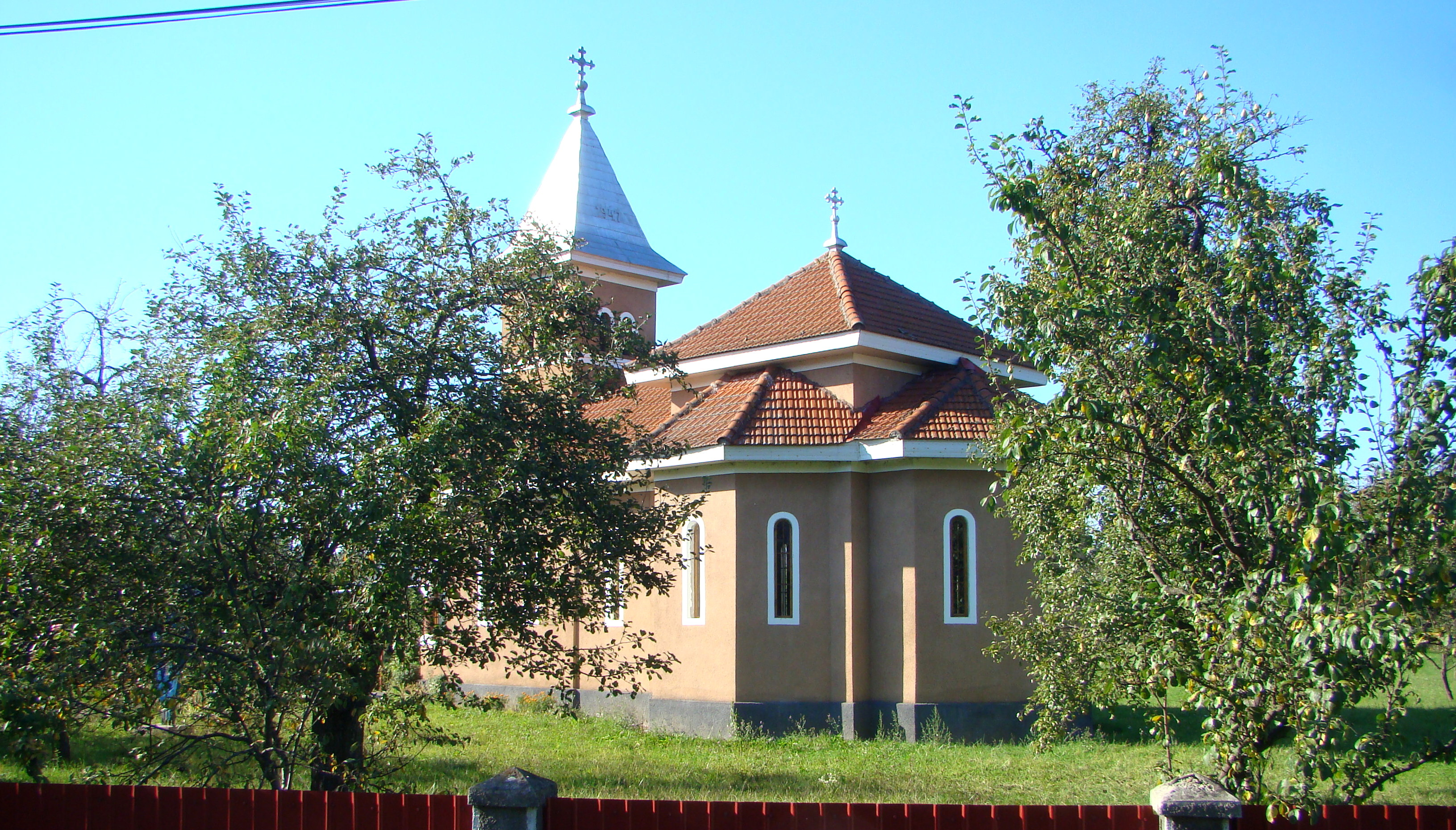
Biserica ortodoxă
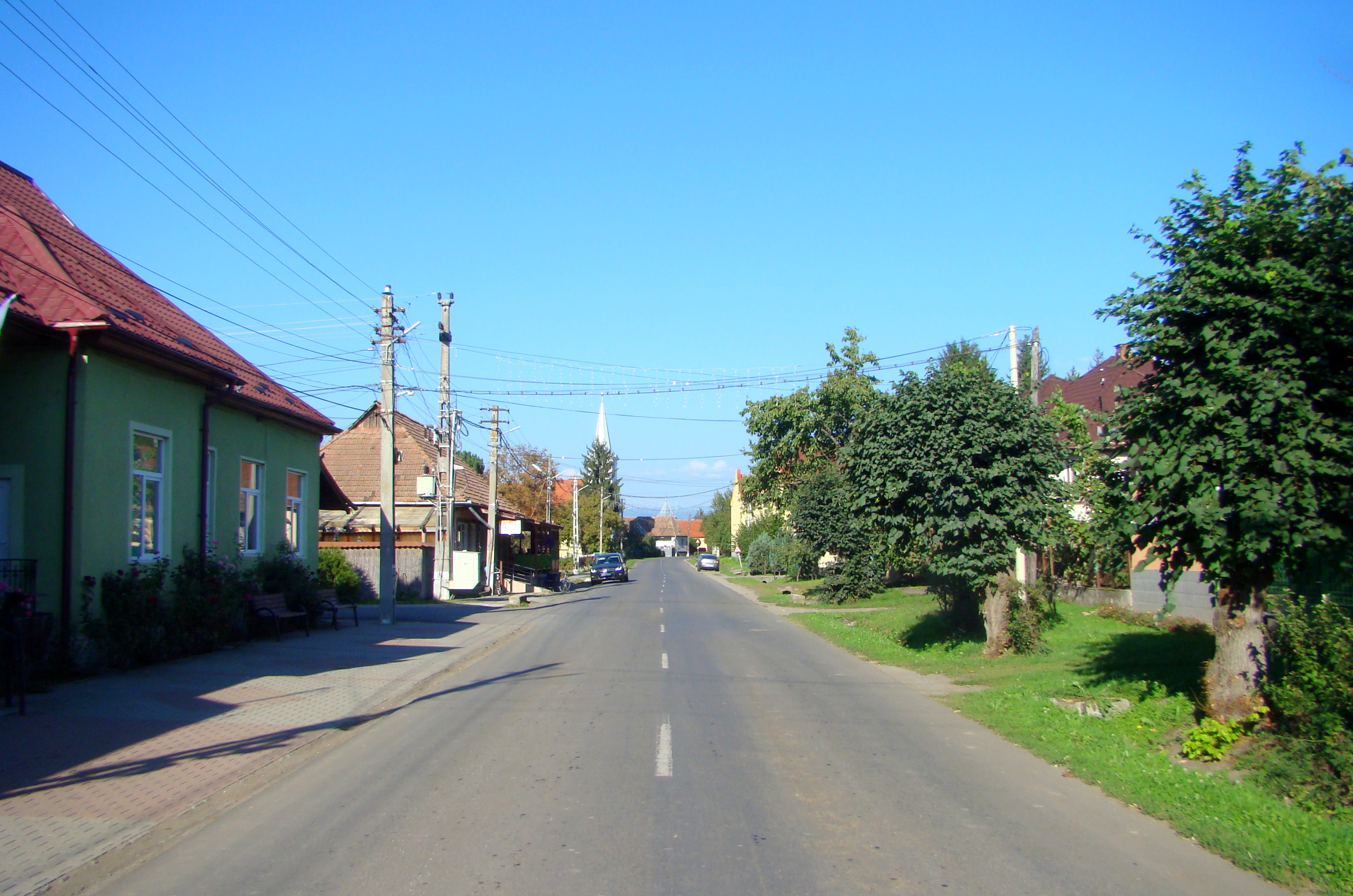
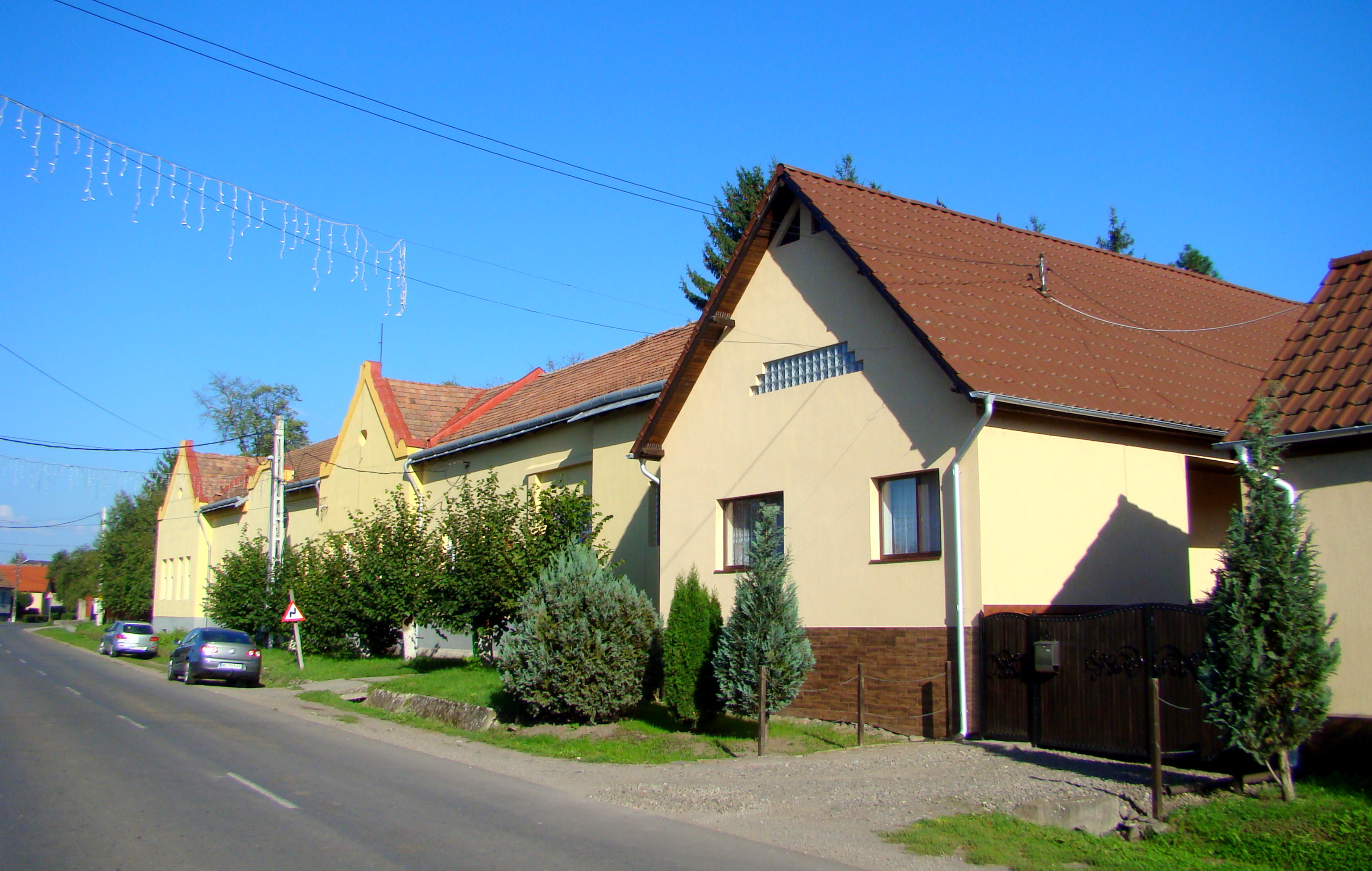
Căminul pentru persoane vârstnice
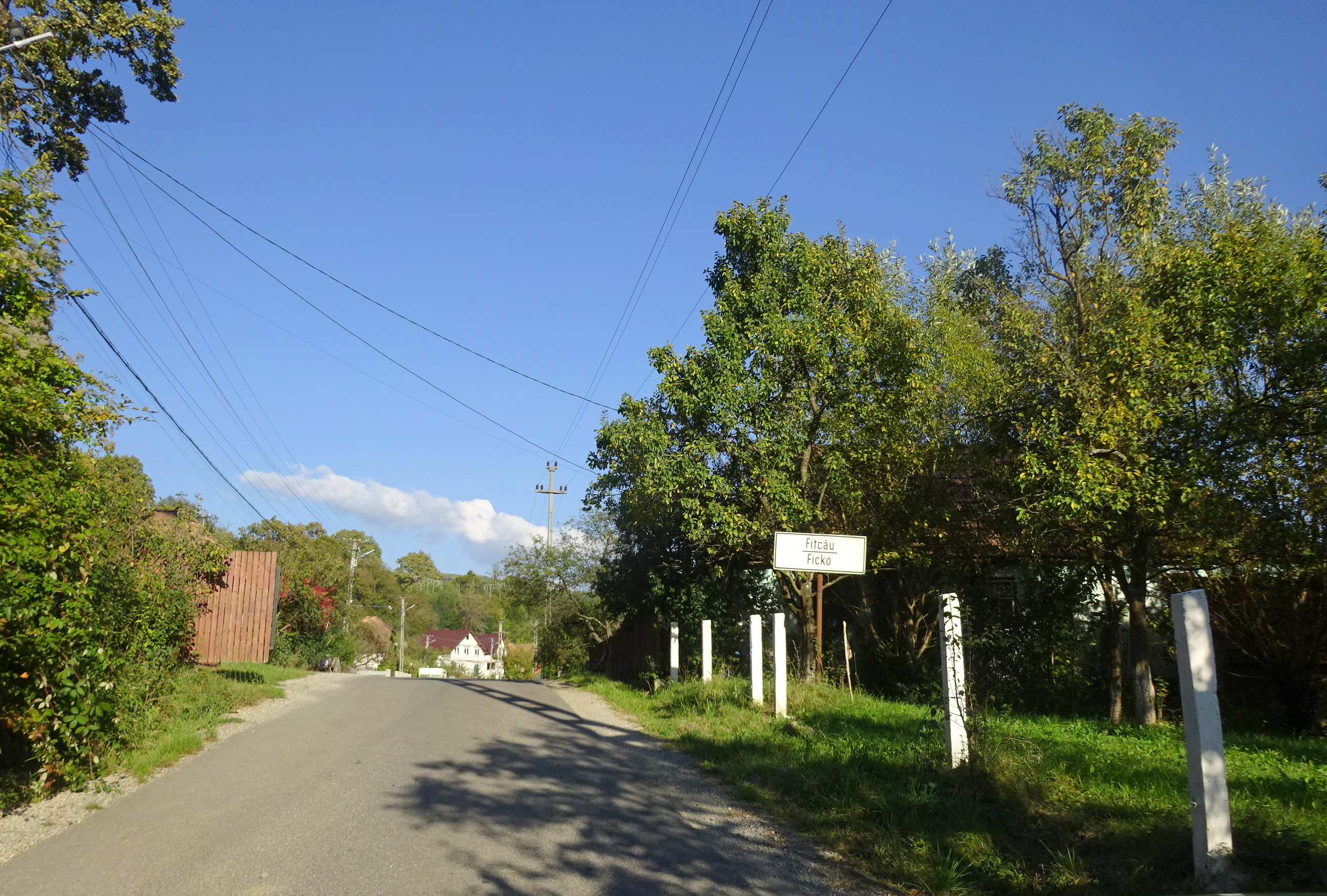
Fițcău
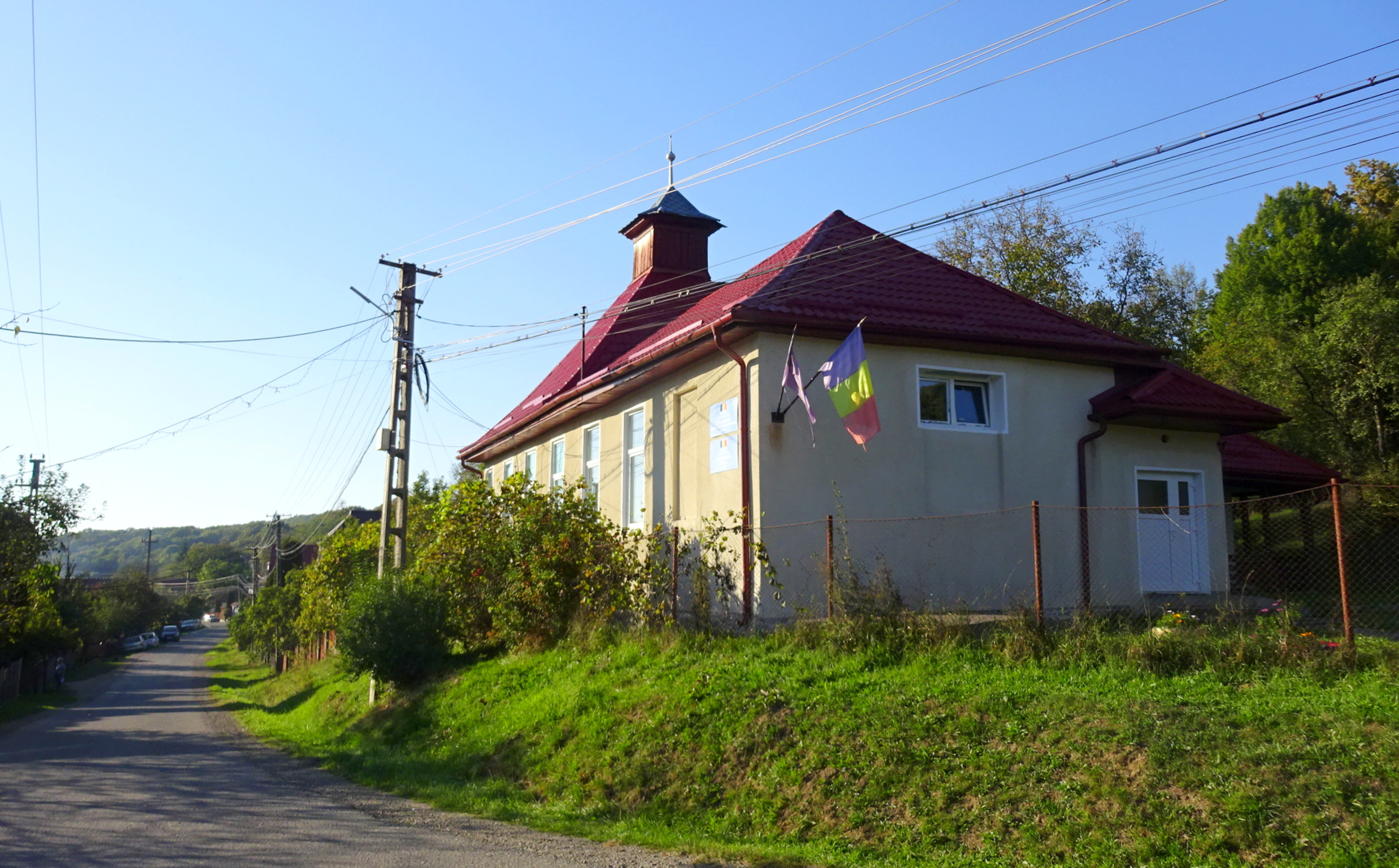
Școala
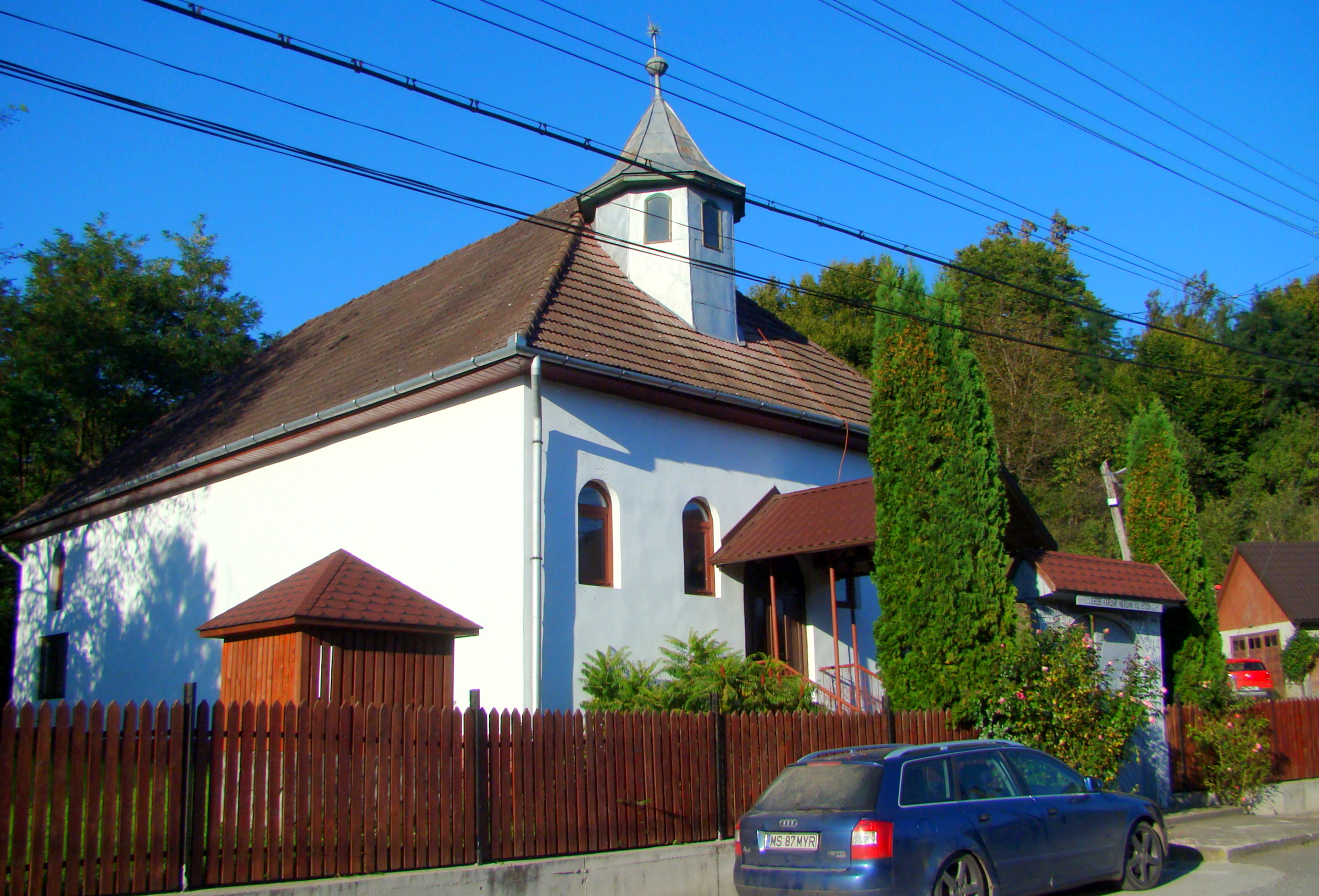
Biserica reformată din Fițcău
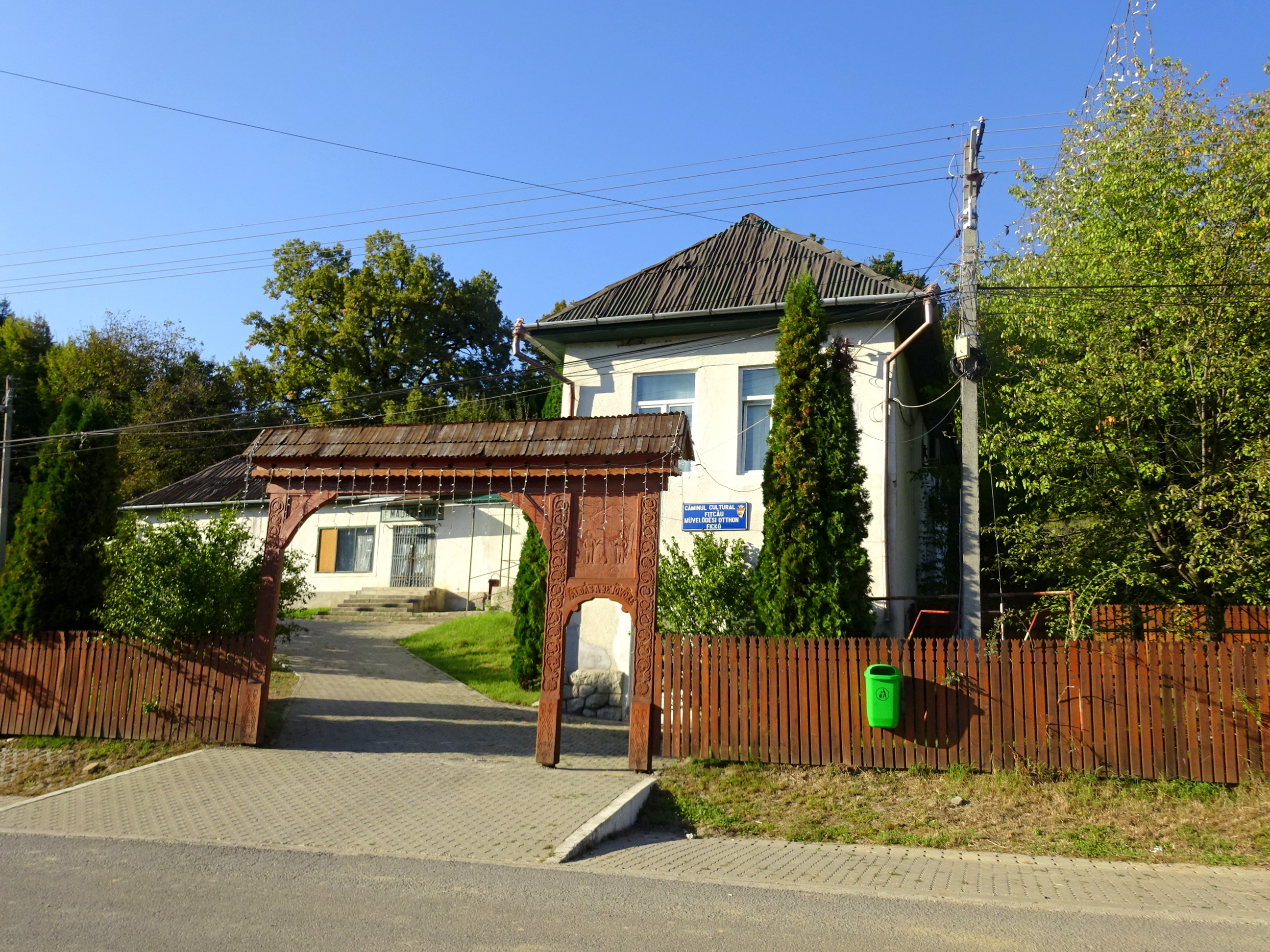
Căminul cultural
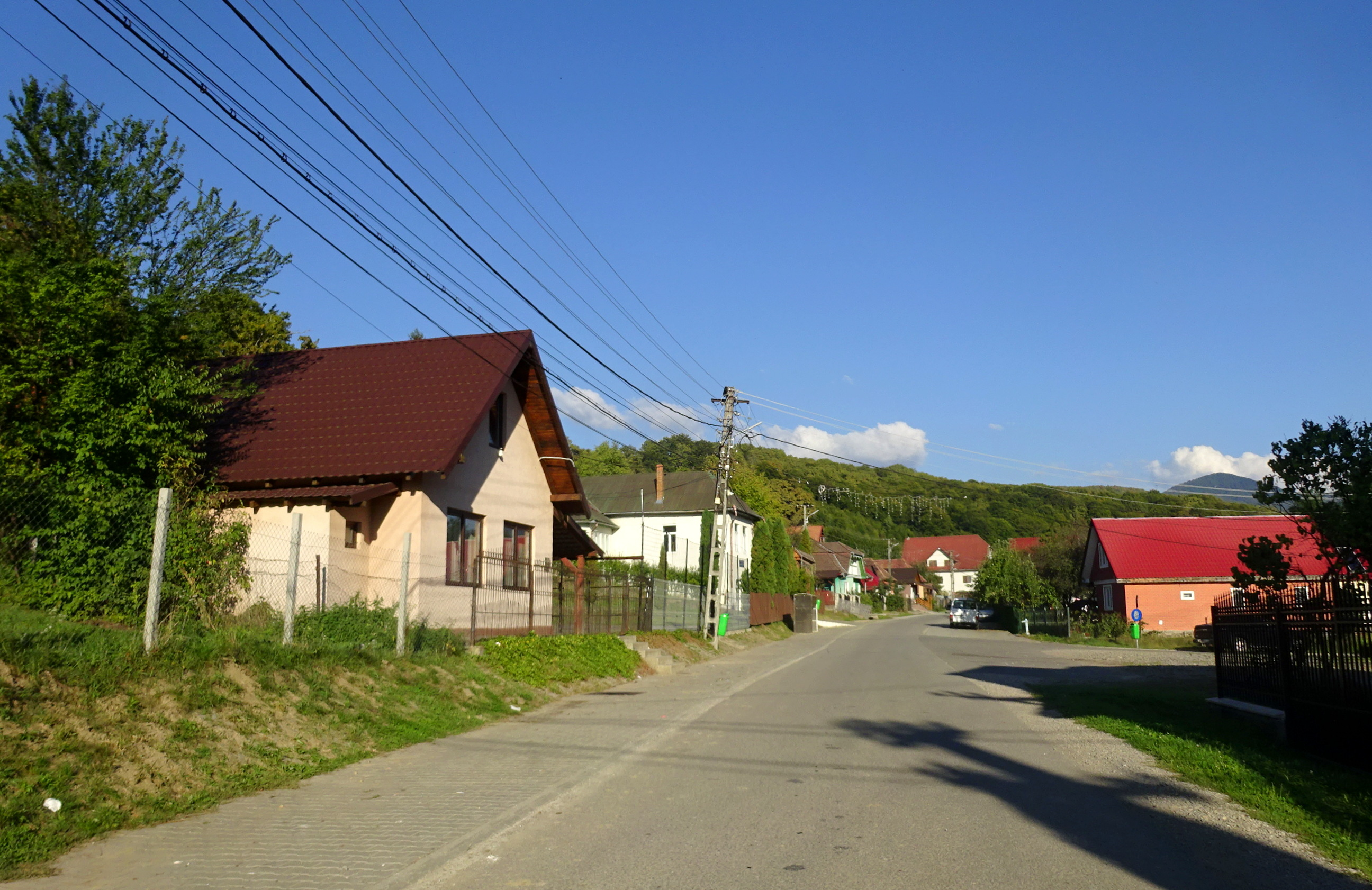